# Brusje
Brusje je malo brdsko mjesto na otoku Hvaru, u sastavu općine Hvar.

## Zemljopisni položaj
Nalazi se na 43° 11' 34" sjeverne zemljopisne širine i 16° 29' 27" istočne zemljopisne dužine, 4 km zapadno od Velog Grablja, 3 km sjeverno od Milne i 3 km sjeverozapadno od Malog Grablja te 6 km sjeveroistočno od Hvara.

## Kultura
Brusje pripada rimokatoličkoj župi sv. Jurja.
- crkva sv. Jurja mučenika

## Gospodarstvo
Poljodjelsko mjesto. Veliki je gospodarski polet imalo dok su lavanda i buhač imale veliku potražnju na tržištu.

## Demografija
| broj stanovnika | 692   | 677   | 794   | 967   | 1058  | 914   | 860   | 508   | 465   | 465   | 449   | 338   | 266   | 241   | 206   | 194   | 174   |
|                 | 1857. | 1869. | 1880. | 1890. | 1900. | 1910. | 1921. | 1931. | 1948. | 1953. | 1961. | 1971. | 1981. | 1991. | 2001. | 2011. | 2021. |

## Poznate osobe
Poznate osobe rođene ili podrijetlom iz Brusja.
- Lucija Rudan, hrv. književnica[5]
- Kažimir Hraste, hrv. kipar
- Mate Hraste, hrv. jezikoslovac
- Vjekoslav Miličić, hrv. pravnik
- Antun Palarić, hrv. ustavni sudac
- Sibe Miličić, hrv. književnik
- Marin Hraste, hrv. akademik
- Ivo Dulčić, hrv. slikar
- Pere Dulčić, hrv. pjesnik, tajnik Hrvatskog državnog kazališta i urednik Hrvatske pozornice
- Mirko Miličić, hrv. arhitekt i stručnjak za ruralnu arhitekturu
- Antonije Dulčić, hrv. fizičar
- Ante Hraste,dr.vet.med.,sveučilišni profesor
- Mislav Hraste, hrv. ekonomist i financijski stručnjak

## Šport
- NK Brusje

## Spomenici i znamenitosti
- Crkva sv. Jurja
- Staro groblje

## Vanjske poveznice
|  | Zajednički poslužitelj ima još gradiva o temi Brusje |

- Zavičajna udruga Bruška zora i časopis Bruška zora